# Argophyllaceae
Classification APG III (2009)
Famille
La famille des Argophyllacées regroupe des plantes dicotylédones ; elle comprend 17 espèces réparties en 2 genres.
Ce sont des arbustes originaires d'Asie du Sud-Est, d'Australie et de Nouvelle-Calédonie.

## Étymologie
Le nom vient du genre type Argophyllum, composé des mots grecs άργυρος / argyros, argent, et φύλλων /  fyllon, feuille, littéralement « feuilles d’argent ».

## Classification
La classification classique de Cronquist (1981) inclut ces deux genres dans la famille des Grossulariacées et dans l'ordre des Rosales.
La classification phylogénétique APG II (2003) et la classification phylogénétique APG III (2009) situent cette famille dans l'ordre des Asterales.

## Liste des genres
Selon Angiosperm Phylogeny Website (12 nov. 2015), NCBI (12 nov. 2015) et DELTA Angio (12 nov. 2015) :
- Argophyllum (en)
- Corokia (en)

## Liste des espèces
Selon NCBI (12 nov. 2015) :
- genre Argophyllum
  - Argophyllum cryptophlebum
  - Argophyllum laxum
  - Argophyllum nullumense
  - Argophyllum sp. PIF 24277
  - Argophyllum sp. Telford 5462
- genre Corokia
  - Corokia buddleioides
  - Corokia carpodetoides
  - Corokia collenettei
  - Corokia cotoneaster
  - Corokia macrocarpa
  - Corokia whiteana